# کارستن لینکه
کارستن لینکه (انگلیسی: Carsten Linke؛ زادهٔ ۱۹ سپتامبر ۱۹۶۵) بازیکن فوتبال اهل آلمان است.
از باشگاه‌هایی که در آن بازی کرده‌است می‌توان به باشگاه فوتبال هانوفر ۹۶ اشاره کرد.